# Xerophaeus robustus
Xerophaeus robustus är en spindelart som beskrevs av Lawrence 1936. Xerophaeus robustus ingår i släktet Xerophaeus och familjen plattbuksspindlar. Inga underarter finns listade i Catalogue of Life.